# Curie (motore)
Curie è un motore a razzo a propellente liquido progettato e prodotto da Rocket Lab. Usa un monopropellente "verde" e viene utilizzato per il terzo stadio / kickstage del razzo Electron e del bus per satelliti Photon. Produce 120 newton di spinta e mentre non è noto il suo impulso specifico.
È stato utilizzato per la prima volta il 21 gennaio 2018 durante il primo lancio orbitale, avvenuto con successo, di Rocket Lab e ha contribuito a portare in orbita due piccoli CubeSat, i Lemur-2 CubeSat, utilizzati per il monitoraggio del tempo e delle navi costruiti dalla società Spire Global.

## Descrizione
Il motore Curie, che prende il nome dalla scienziata polacca Marie Curie, è un piccolo motore a razzo a propellente liquido progettato per rilasciare piccoli satelliti nell'orbita del carico utile primario. Grazie alle funzionalità di questo piccolo motore è possibile dispiegare più rapidamente piccole costellazioni di satelliti e migliorare il posizionamento dei satelliti per l'osservazione terrestre. È stampato in 3D.

### Versione monopropellente
Il terzo stadio Electron, alimentato da Curie, è dotato di un proprio reaction control system, avionica, alimentazione e sistemi di comunicazione. Durante il primo volo nel gennaio 2018 in cui è stato testato Curie, il terzo stadio Electron, noto anche come "kickstage", dopo circa 40 minuti di orbita libera, ha rilasciato con successo un satellite Dove per l'osservazione terrestre, costruito dalla società Planet Labs, per poi accendere il motore Curie per il suo primo test nello spazio. Dopo questo test, il kickstage è rimasto in orbita. Tuttavia, Rocket Lab ha dichiarato che, per i lanci futuri, avrebbero deorbitato i kickstage dopo aver rilasciato i carichi utili per ridurre i detriti spaziali.
Sebbene Rocket Lab non abbia specificato il monopropellente utilizzato da Curie, nel 2012 la stessa ha dimostrato l'uso di un monopropellente liquido viscoso (VLM) non tossico che aveva sviluppato.

### Versione bi-propellente
Nell'agosto 2020 Rocket Lab ha indicato che il kickstage utilizza un carburante bi-propellente liquido non specificato per il motore Curie.

### HyperCurie
Rocket Lab ha anche sviluppato una versione del motore Curie con più spinta chiamata HyperCurie. Il motore verrà utilizzato per la missione CAPSTONE lanciata nel 2022.